# Franciszek Blachnicki
Franciszek Blachnicki (24 mars 1921 - 27 février 1987), était un prêtre catholique polonais, fondateur du mouvement « Lumière et Vie ». Il est reconnu vénérable par l'Église catholique.

## Biographie
Franciszek Blachnicki est ordonné prêtre en 1945. 
En 1954, il organise une retraite de quinze jours pour les jeunes étudiants qu'il encadre pour les former dans une vie réellement chrétienne. Ces retraites prennent le nom d'Oasis et se répètent régulièrement. En 1976, alors que ces retraites ont pris de l'ampleur, il fonde le Mouvement Lumière et Vie. L'œuvre de Franciszek Blachnicki se répand à travers la Pologne et les pays voisins ; Karol Wojtyla, le futur pape Jean-Paul II, s'en inspirera au début de son ministère sacerdotal et encouragera son développement lorsqu'il sera cardinal.
En 1981, il est invité à Rome pour organiser, avec Luigi Giussani, le congrès des mouvements ecclésiaux. Il incarne une figure de la nouvelle évangélisation en Pologne.
Il est assassiné en février 1987 par les services secrets communistes, empoisonné.

## Béatification
La cause pour sa béatification et canonisation est introduite dans le diocèse de Katowice en 1995. 
Le 30 septembre 2015, le pape François lui confère le titre de vénérable.